# Júlio Baptista
Júlio César Baptista (født 1. oktober 1981 i São Paulo, Brasilien) er en brasiliansk fodboldspiller, der spiller som offensiv midtbanespiller. Gennem karrieren har han blandt andet spillet for brasilianske São Paulo FC, for de spanske storhold Sevilla, Real Madrid og Malaga, hos engelske Arsenal og hos AS Roma i Italien. Han var også i en overgang professionel i den amerikanske MSL-liga, hos Orlando City SC.
Med Real Madrid blev Baptista i 2008 spansk mester.
Baptista er blevet givet tilnavnet "La Bestia" (bæstet), på grund af sin efter brasiliansk målestok meget store fysiske fremtoning. 

## Landshold
Baptista nåede i sin tid som landsholdsspiller at spille 47 kampe og score 5 mål for Brasiliens landshold, som han debuterede for den 4. juni 2001 i en Confederations Cup-kamp mod Japan. Han har siden da været med til at vinde Copa América i både 2004 og 2007 og Confederations Cup i både 2005 og 2009. Derudover var han også med i truppen til Confederations Cup 2001 og VM i 2010.

## Titler
La Liga
- 2008 med Real Madrid

Copa América
- 2004 og 2007 med Brasilien

FIFA Confederations Cup
- 2005 og 2009 med Brasilien